# Замок Капитаново
Замок Капитаново (пол. Zamek Kapitanowo) — замок, расположенный в селе Сцинавка-Средня в гмине Радкув Клодзского повята Нижнесилезского воеводства в Польше.

## История
Возникновение замка связано со строительством донжона XIV века, который является главной частью комплекса. В течение веков здание претерпело значительные перестройки, уже в XV веке получив еще одну башню, которая выполняла жилые функции, и закрытый внутренний двор.
В XVI и первой половине XVII века происходила дальнейшая перестройка замка в духе эпохи Возрождения. В период барокко он претерпел частичные декоративные изменения. Объект использовался до 90-х годов XX века, а впоследствии был заброшен. Несмотря на значительные повреждения, замок сохранил свой облик и в наше время доступен для посещения туристами с согласия частного собственника, который осуществляет его постепенное восстановление.

## Галерея

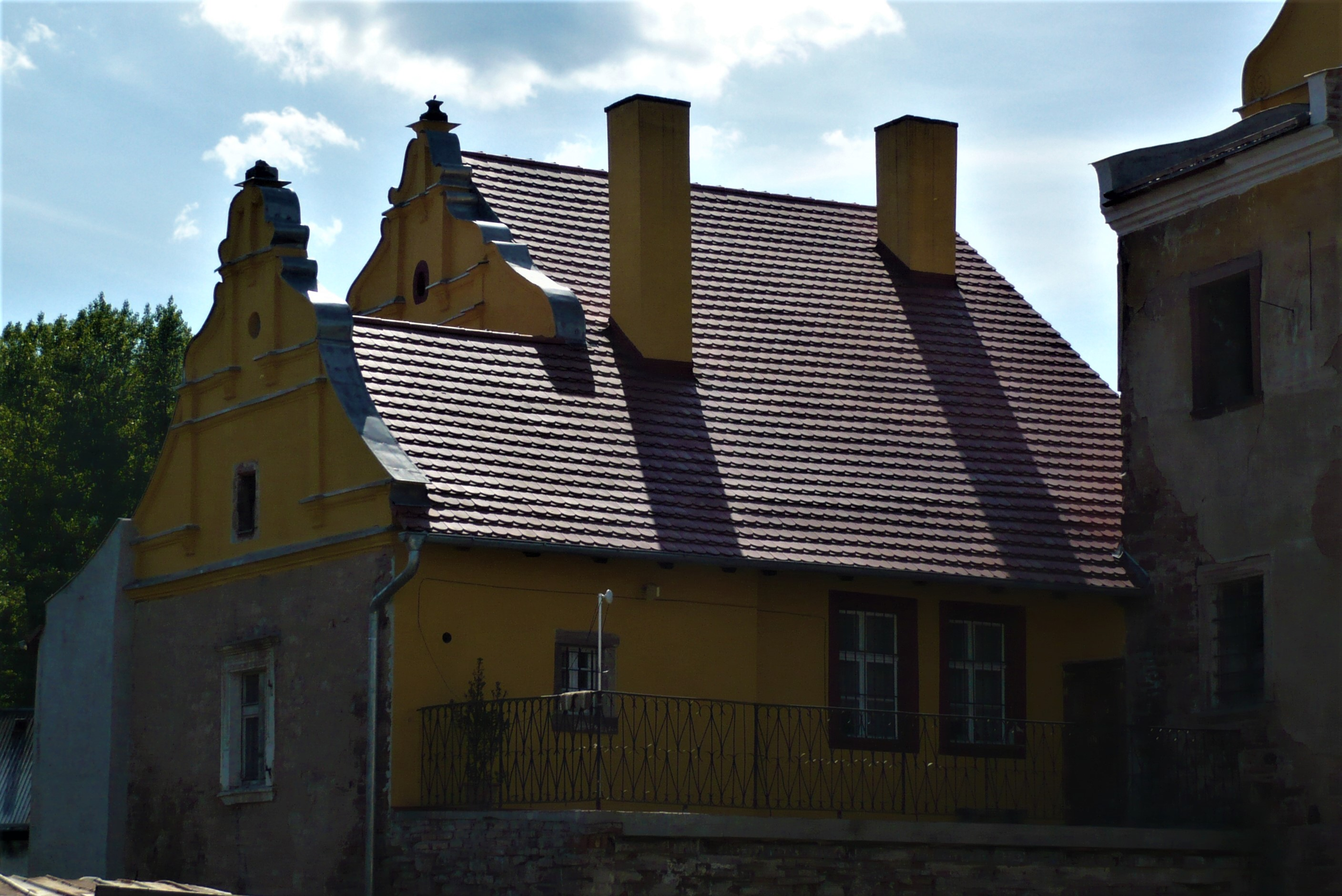
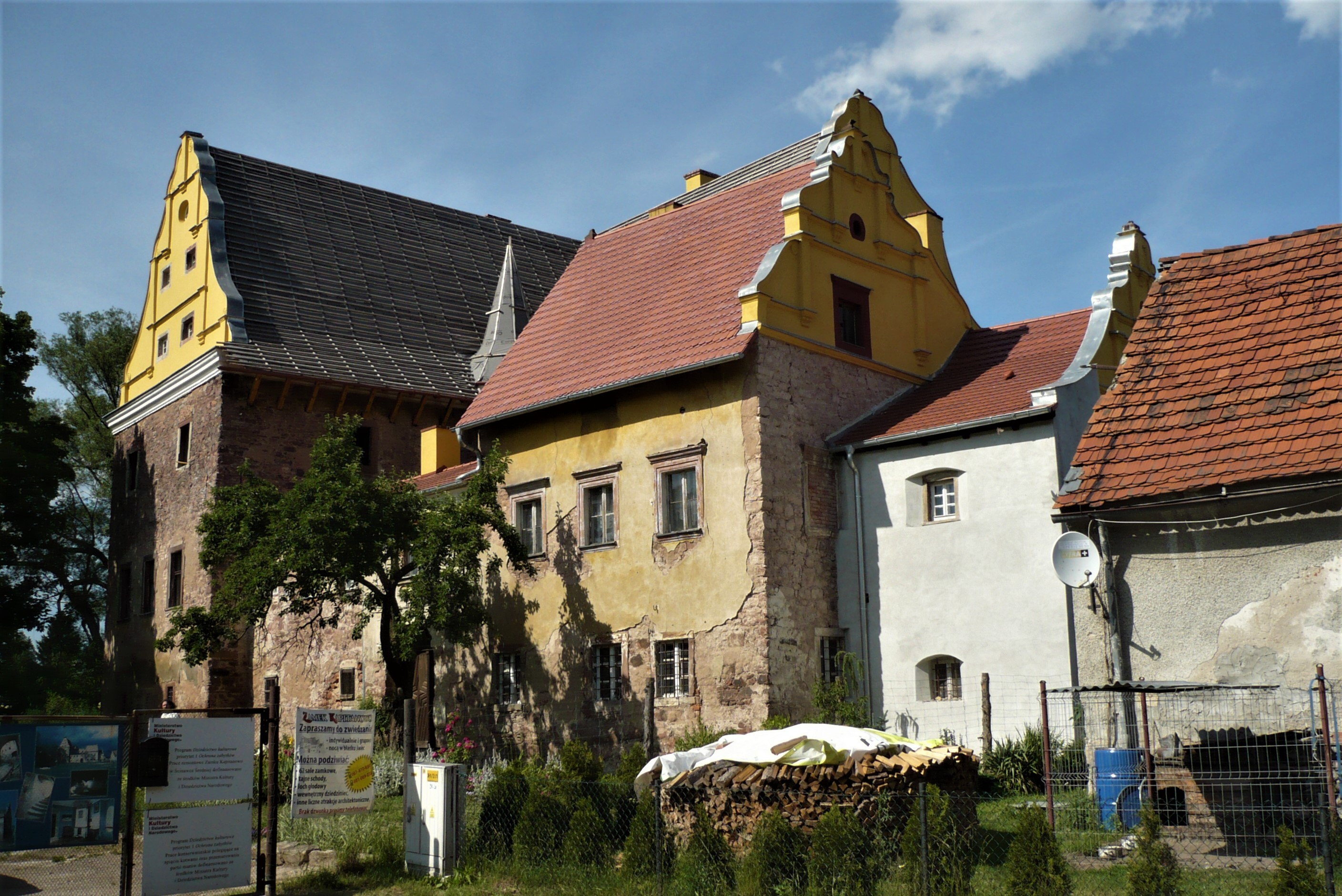
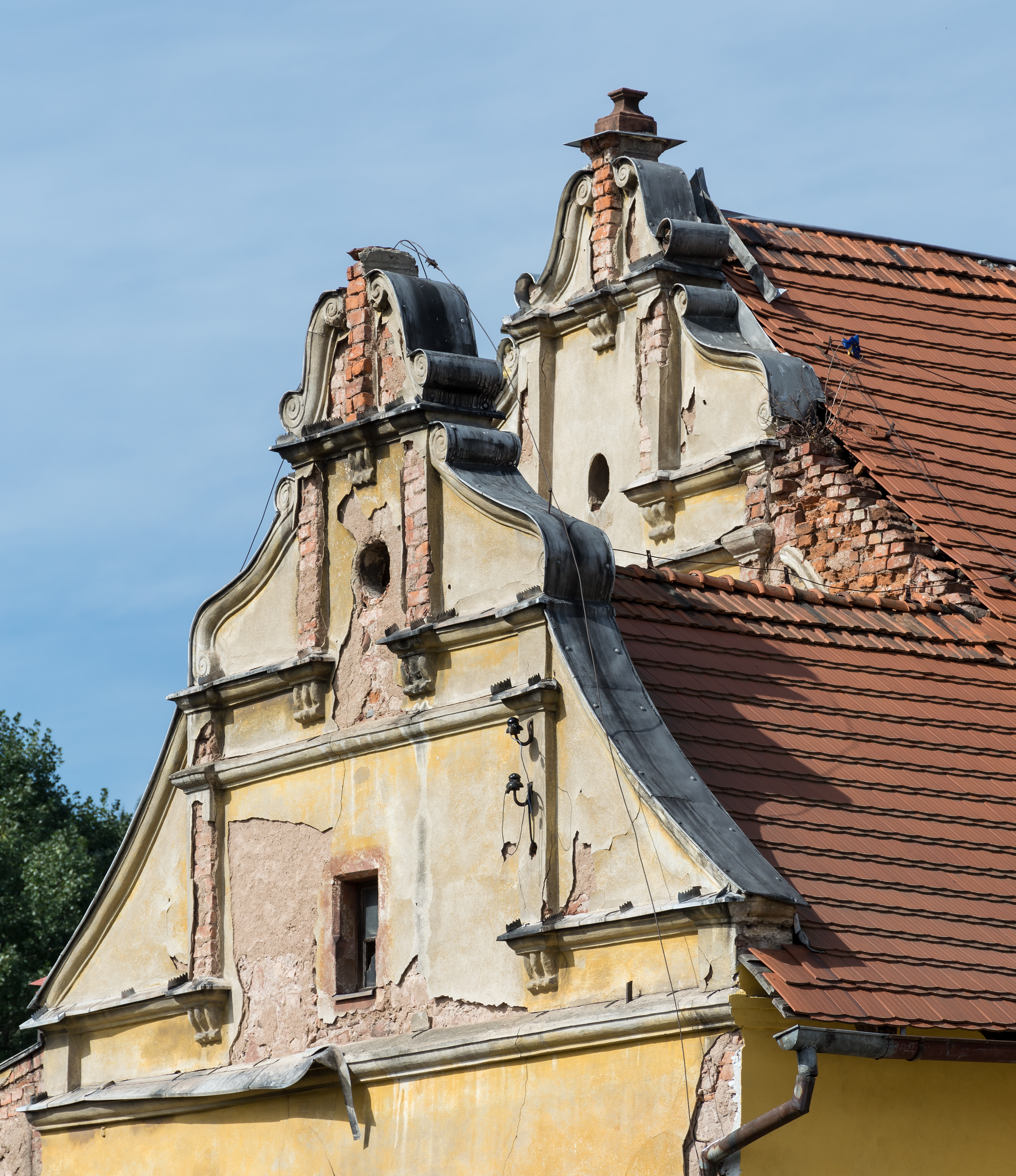
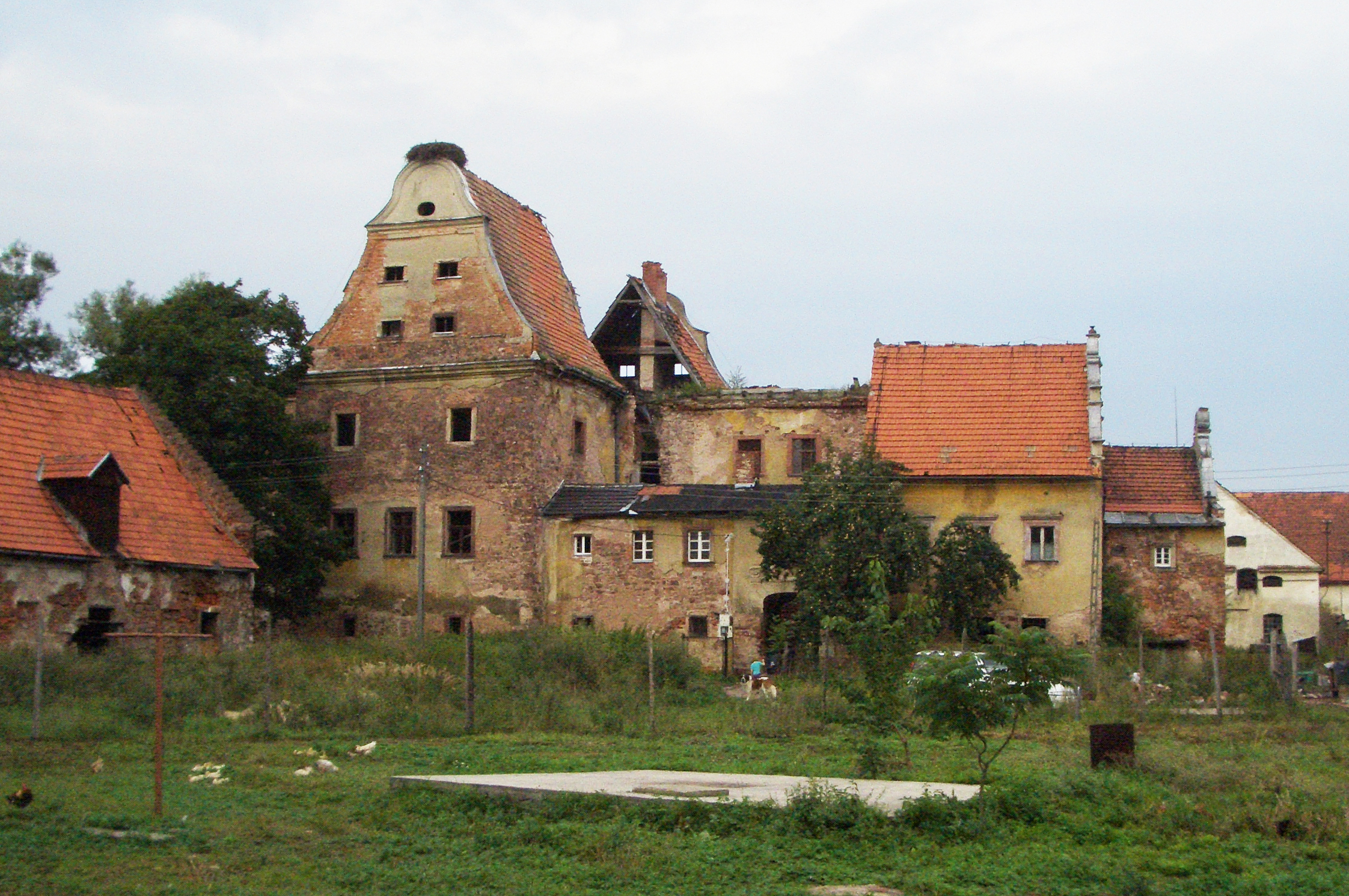